# جیمی آریاس
 جیمی آریاس (انگلیسی: Jimmy Arias؛ زاده ۱۶ اوت ۱۹۶۴) یک تنیس‌باز اهل ایالات متحده آمریکا است.